# Audioguida
L'audioguida (o audio tour) è uno strumento che permette la riproduzione e l'ascolto di un racconto audio registrato, solitamente attraverso un dispositivo elettronico portatile, con informazioni vocali su un monumento, un museo o un sito di interesse turistico o culturale. Attraverso il commento parlato, le audioguide offrono informazioni e approfondimenti su vari temi, che possono essere di storia, storia dell'arte, architettura, storia aziendale, correlate al luogo o all'oggetto che si sta guardando.. I contenuti audio, spesso multilingue, possono inoltre essere arricchiti da effetti sonori, musiche, interviste agli artisti o a direttori di musei, siti archeologici, mostre ecc. Le audioguide sono generalmente noleggiate sul posto e distribuite individualmente ai visitatori perché possano ascoltare il racconto audio durante la visita; possono essere disponibili in forma gratuita o inserite nel biglietto di ingresso al sito. La riproduzione delle tracce pre memorizzate negli apparecchi avviene solitamente attraverso l'inserimento numerico del numero del reperto, opera o sito per il quale si desidera ascoltare il commento o la storia; gli stessi apparecchi consentono la riproduzione sequenziale delle tracce attraverso i comuni tasti di avanzamento. Una volta impostata la lingua sull'apparecchio la riproduzione dei contenuti avverrà unicamente per la lingua prescelta. Sistemi particolarmente sofisticati e di nuova generazione consentono la geo localizzazione dei punti di interesse POI e la riproduzione automatica delle tracce in prossimità degli stessi. Da alcuni anni un utilizzo semplificato della funzionalità dell'audioguida può essere effettuato scaricando su dispositivi smartphone specifiche applicazioni in grado di riprodurre contenuti audio sui luoghi d'interesse. Le applicazioni possono essere gratis o a pagamento, scaricabili tramite internet o tramite smartphone e dispositivi mobili, oltre che inserite all'interno di applicazioni per iPhone, iPad, Android.

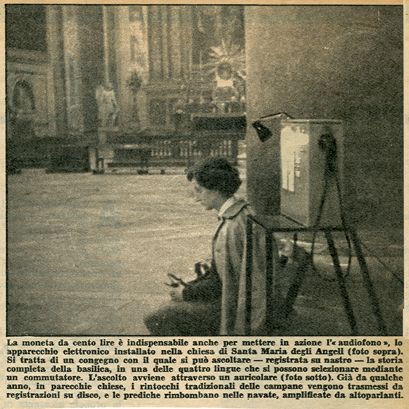
1962 Installazione Audiofoni a Santa Maria degli Angeli

Lo sviluppo della tecnologia ha giocato un ruolo molto rilevante nell'evoluzione delle audioguide, permettendo l'integrazione di funzioni sempre più complesse in dispositivi sempre più piccoli e leggeri. In Italia, la produzione delle prime guide elettroniche multilingue risale al 1959 quando il Cardinale Giovan Battista Montini, futuro Papa Paolo VI fece installare nel Duomo di Milano le prime guide elettroniche multilingue. Dopo un'iniziale diffidenza, nel 1961 la Congregazione dei Riti diede il benestare alla presenza delle guide elettroniche nelle chiese; seguì quindi l'installazione degli apparecchi in numerosi luoghi di culto, tra cui il Duomo di Firenze e la Basilica di Santa Croce.
Le prime audioguide portatili nacquero invece negli anni '80 e, disponendo di capacità computazionale molto ridotta, non erano in grado di implementare gli algoritmi di decodifica del formato audio, che pertanto doveva essere audio non compresso a bassa qualità. Con la nascita di formati digitale più evoluti , primo fra tutti l'MP3, nei primi anni '90, iniziò ad avvertirsi la necessità di integrare capacità di memorizzazione sempre più alte. Da allora ad oggi, il confine fra audioguida e videoguide si è molto assottigliato a vantaggio di soluzione embedded all-in-one tipici di MID di ultima generazione, in grado di riprodurre audio Hi-Fi, video in alta qualità nei formati più disparati, interfaccia touch screen, o ancora di accedere al servizio di navigazione GPS o ad internet mediante hotspot dedicati.